# Grand Prix automobile du Brésil 2015
GP précédent GP suivant
Le Grand Prix automobile du Brésil 2015 (Formula 1 Grande Prêmio do Brasil 2015), disputé le 15 novembre 2015 sur le Circuit d'Interlagos, est la 934e épreuve du championnat du monde de Formule 1 courue depuis 1950. Il s'agit de la quarante troisième édition du Grand Prix du Brésil comptant pour le championnat du monde de Formule 1, la trente-quatrième courue sur l'Autodrome José Carlos Pace d'Interlagos et de la dix-huitième manche du championnat 2015.
Pour la cinquième fois consécutive, Nico Rosberg devance son coéquipier Lewis Hamilton, pourtant plus rapide que lui lors des deux premières phases de qualifications, pour réaliser sa sixième pole position de la saison, la vingt-et-unième de sa carrière. À une course de la fin du championnat, les pilotes Mercedes n'ont laissé que Sebastian Vettel, à Singapour, partir depuis la première place de la grille. Vettel, auteur du troisième temps, est accompagné en deuxième ligne par son coéquipier Kimi Räikkönen puisque Valtteri Bottas, auteur du quatrième temps, est pénalisé d'un recul de trois places pour avoir effectué un dépassement sous drapeau rouge en essais libres. La troisième ligne est occupée par Nico Hülkenberg et Daniil Kvyat, la quatrième par Bottas et son coéquipier Felipe Massa.
En course, les pilotes Mercedes respectent scrupuleusement leur stratégie à trois arrêts où Hamilton doit regagner les stands un tour après son coéquipier. Rosberg, qui a bien résisté à Hamilton au premier virage, mène quasiment l'intégralité de l'épreuve, même si son coéquipier se montre menaçant lors de leur deuxième relais en se retrouvant à moins d'une seconde en mesure d'activer son aileron arrière mobile (DRS) dans les deux lignes droites ; mais il ne trouve pas l'ouverture et finit par lâcher prise pour terminer à 7 secondes. Rosberg obtient sa cinquième victoire de la saison, la treizième de sa carrière. Les Mercedes, qui réalisent leur onzième doublé de la saison et égalent ainsi le record de la discipline établi en 2014, repoussent à un tour tous les pilotes au-delà de la cinquième place. Sebastian Vettel monte sur son treizième podium de l'année tandis que son coéquipier Kimi Räikkönen termine quatrième, devant son compatriote Valtteri Bottas, Nico Hülkenberg et Daniil Kvyat. Felipe Massa, huitième sous le drapeau à damier, est disqualifié car la température de son pneu arrière droit a été jugé non-conforme. Romain Grosjean, Max Verstappen et Pastor Maldonado prennent donc les derniers points restants. 
Derrière Lewis Hamilton, champion du monde 2015 (363 points), Rosberg s'assure, comme en 2014, la place de vice-champion du monde avec 297 points tandis que Sebastian Vettel, avec 266 points, est définitivement troisième. À la quatrième place, Valtteri Bottas (136 points) conserve de peu son avantage sur Kimi Räikkönen (135 points) ; suivent Felipe Massa (117 points), Daniil Kvyat (94 points), Daniel Ricciardo (84 points) et Sergio Pérez (68 points). Mercedes, déjà titré, possède désormais 660 points et devance Ferrari (401 points) définitivement deuxième et Williams (253 points), assurée de la troisième place ; suivent Red Bull Racing (178 points), Force India (120 points) et Lotus (76 points). La Scuderia Toro Rosso, avec 67 points, précède Sauber (36 points) et McLaren (27 points). Manor Marussia n'a pas encore inscrit de point.

## Essais libres

### Première séance, le vendredi de 10 h à 11 h 30
| Pos. | Pilote           | Voiture          | Chrono         | Écart     |
| ---- | ---------------- | ---------------- | -------------- | --------- |
| 1    | Lewis Hamilton   | Mercedes         | 1 min 13 s 543 |           |
| 2    | Nico Rosberg     | Mercedes         | 1 min 14 s 062 | + 0 s 519 |
| 3    | Sebastian Vettel | Ferrari          | 1 min 14 s 168 | + 0 s 625 |
| 4    | Daniel Ricciardo | Red Bull-Renault | 1 min 14 s 449 | + 0 s 906 |
| 5    | Kimi Räikkönen   | Ferrari          | 1 min 14 s 549 | + 1 s 006 |
| 6    | Daniil Kvyat     | Red Bull-Renault | 1 min 14 s 696 | + 1 s 153 |

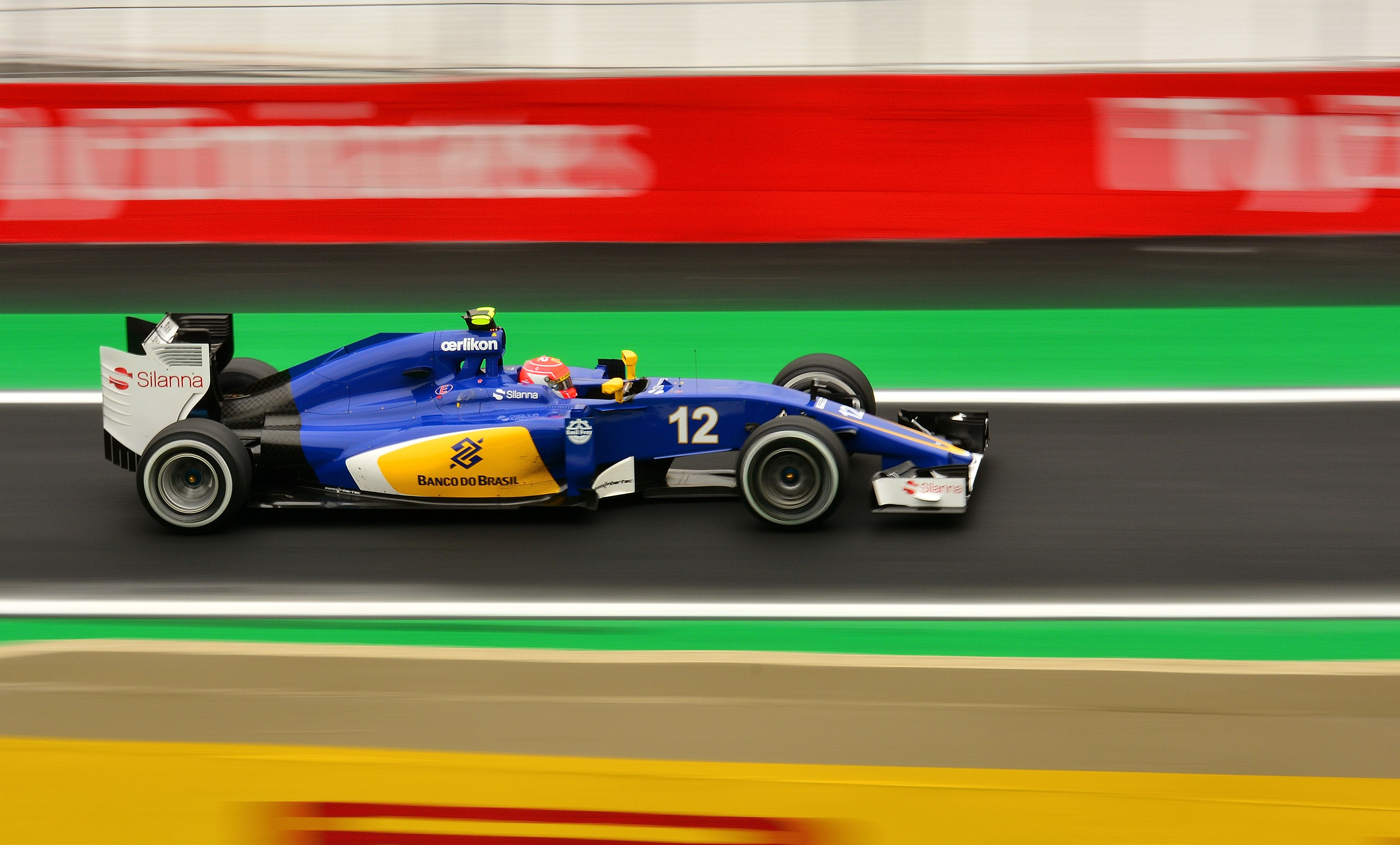
Felipe Nasr au Grand Prix du Brésil 2015.

Il fait beau et chaud sur le circuit d'Interlagos au départ de la première séance d'essais libres. Mercedes dévoile un nouveau museau muni d'un système de redirection d'air de type « S-Duct »  qui aide à canaliser le flux d'air depuis le dessous de la voiture jusqu'au-dessus du châssis afin d'augmenter l'appui aérodynamique. Renault introduit plusieurs nouveautés sur le moteur de Daniel Ricciardo dans le but de gagner plusieurs dixièmes de secondes. Si les pilotes s'élancent dès l'ouverture de la piste pour boucler leur premier tour d'installation, il faut attendre plus de dix minutes pour que Max Verstappen réalise le temps de référence, en 1 min 17 s 966 puis améliore sur sa lancée, en 1 min 16 s 157,,.
Nico Rosberg le relaie en tête du classement grâce à un tour bouclé en 1 min 15 s 940 ; si l'Allemand tourne ensuite en 1 min 15 s 564, son coéquipier Lewis Hamilton se montre encore plus rapide en enchainant les boucles en 1 min 15 s 102, 1 min 14 s 675 et enfin 1 min 14 s 451. Sebastian Vettel, en 1 min 15 s 065 est troisième devant son ancien coéquipier Daniel Ricciardo qui évolue en 1 min 15 s 209,,. 
Peu après la mi-séance, et alors que tous les pilotes ont rendu leur train de pneus supplémentaire réservé aux trente premières minutes, Rosberg se replace en tête avec un tour bouclé en 1 min 14 s 090. Hamilton réplique peu après, en 1 min 13 s 543. Les écuries se concentrent ensuite sur les longs relais pour préparer la course et la performance du Britannique n'est pas améliorée. Les Ferrari SF15-T terminent aux quatrième et cinquième places, dans des temps similaires aux Red Bull RB11 tandis que, comme souvent cette saison, les Williams FW37 se montrent plus discrètes,,.
- Jolyon Palmer, pilote essayeur chez Lotus F1 Team, remplace Romain Grosjean lors de cette séance d'essais.

### Deuxième séance, le vendredi de 14 h à 15 h 30
| Pos. | Pilote           | Voiture           | Chrono         | Écart     |
| ---- | ---------------- | ----------------- | -------------- | --------- |
| 1    | Nico Rosberg     | Mercedes          | 1 min 12 s 385 |           |
| 2    | Lewis Hamilton   | Mercedes          | 1 min 12 s 843 | + 0 s 458 |
| 3    | Sebastian Vettel | Ferrari           | 1 min 13 s 345 | + 0 s 960 |
| 4    | Kimi Räikkönen   | Ferrari           | 1 min 13 s 500 | + 1 s 115 |
| 5    | Daniel Ricciardo | Red Bull-Renault  | 1 min 13 s 585 | + 1 s 200 |
| 6    | Valtteri Bottas  | Williams-Mercedes | 1 min 13 s 603 | + 1 s 218 |

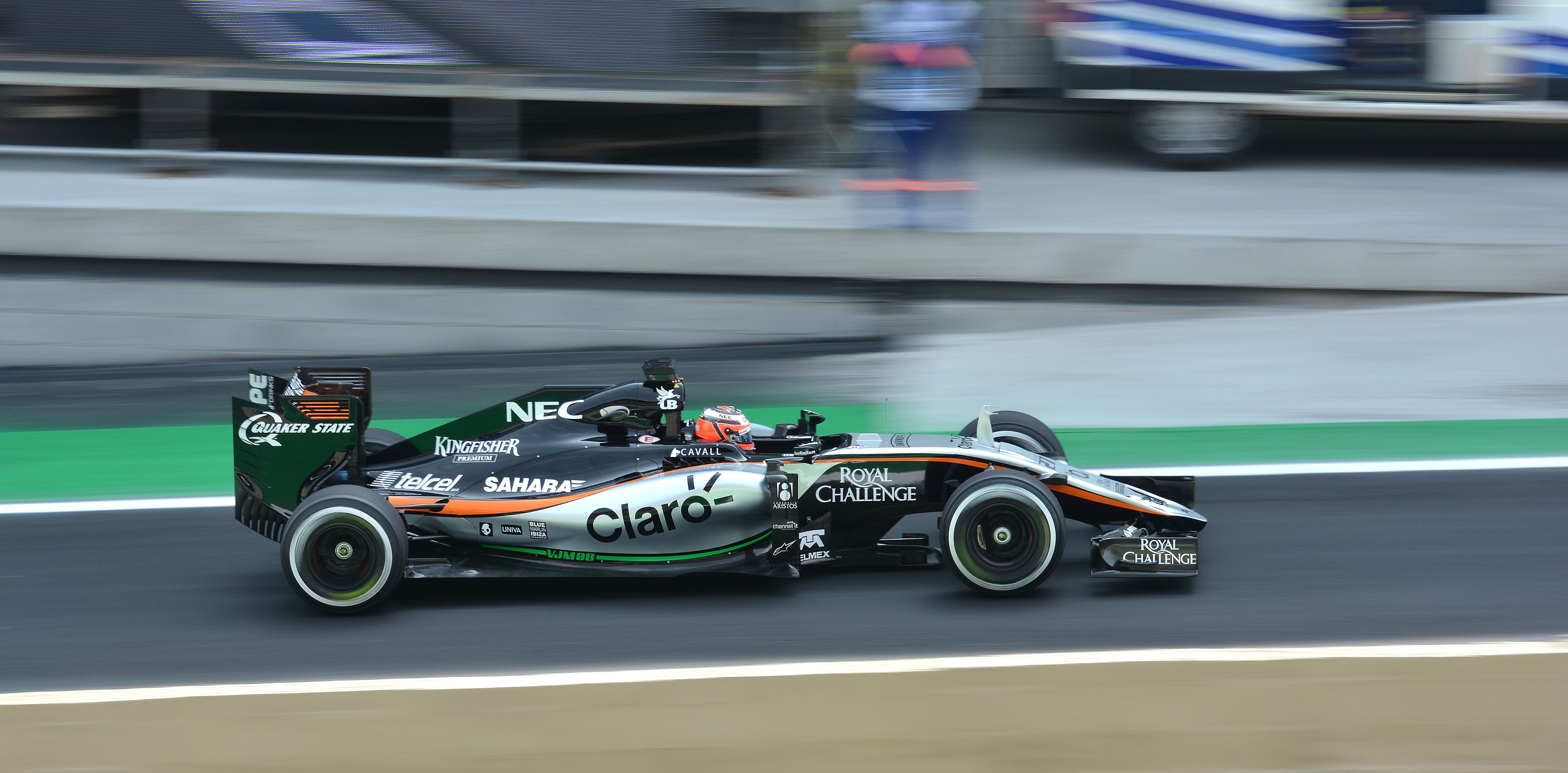
Nico Hülkenberg au Grand Prix du Brésil 2015.

La deuxième séance d'essais libres du Grand Prix du Brésil commence sous une légère pluie qui n'empêche pas Carlos Sainz Jr. de sortir dès l'ouverture de la piste pour fixer le temps de référence en 1 min 15 s 445. Contrairement à la session précédente, les Mercedes AMG F1 W06 Hybrid ne disposent plus du système « S-Duct » ; comme la FIA confirme n'avoir pas reçu de sollicitation de crash test pour ce nouvel élément, il semble que l'écurie aurait bluffé avec un faux son canal d'air pour détourner l'attention de la concurrence d'un autre système réellement testé,,.
Max Verstappen relaie son coéquipier en tête en 1 min 15 s 410 mais sa performance est battue au fil des tours lancés par successivement Sebastian Vettel (1 min 14 s 906), Valtteri Bottas (1 min 14 s 621), Nico Rosberg (1 min 13 s 793) et Lewis Hamilton (1 min 13 s 634). Si plusieurs pilotes se plaignent d'une piste glissante dans les deux derniers secteurs, Nico Rosberg déclare ne rencontrer aucune difficulté,,.
Alors qu'il reste un peu plus d'une heure d'essais, Bottas passe en tête en 1 min 13 s 603 juste avant que Fernando Alonso n'abandonne sa McLaren MP4-30, dont le moteur Honda vient d'exploser, dans le virage no 10, provoquant l'interruption de la session sur drapeau rouge. À la reprise, de longues minutes plus tard, Rosberg, désormais en pneus tendres, tourne en 1 min 12 s 385 et devance Hamilton (également en tendres) qui évolue en 1 min 12 s 843. Ces performances ne sont pas battues, les équipes travaillant ensuite sur les longs relais avec les deux types de pneumatiques. Comme lors de la séance précédente, les Ferrari de Sebastian Vettel et Kimi Räikkönen se battent contre la Red Bull Racing de Daniel Ricciardo sous le regard de Bottas au volant de sa Williams,,.

### Troisième séance, le samedi de 11 h à 12 h
| Pos. | Pilote           | Voiture              | Chrono         | Écart     |
| ---- | ---------------- | -------------------- | -------------- | --------- |
| 1    | Lewis Hamilton   | Mercedes             | 1 min 12 s 070 |           |
| 2    | Nico Rosberg     | Mercedes             | 1 min 12 s 193 | + 0 s 123 |
| 3    | Sebastian Vettel | Ferrari              | 1 min 12 s 760 | + 0 s 690 |
| 4    | Kimi Räikkönen   | Ferrari              | 1 min 13 s 096 | + 1 s 026 |
| 5    | Valtteri Bottas  | Williams-Mercedes    | 1 min 13 s 335 | + 1 s 265 |
| 6    | Nico Hülkenberg  | Force India-Mercedes | 1 min 13 s 345 | + 1 s 275 |

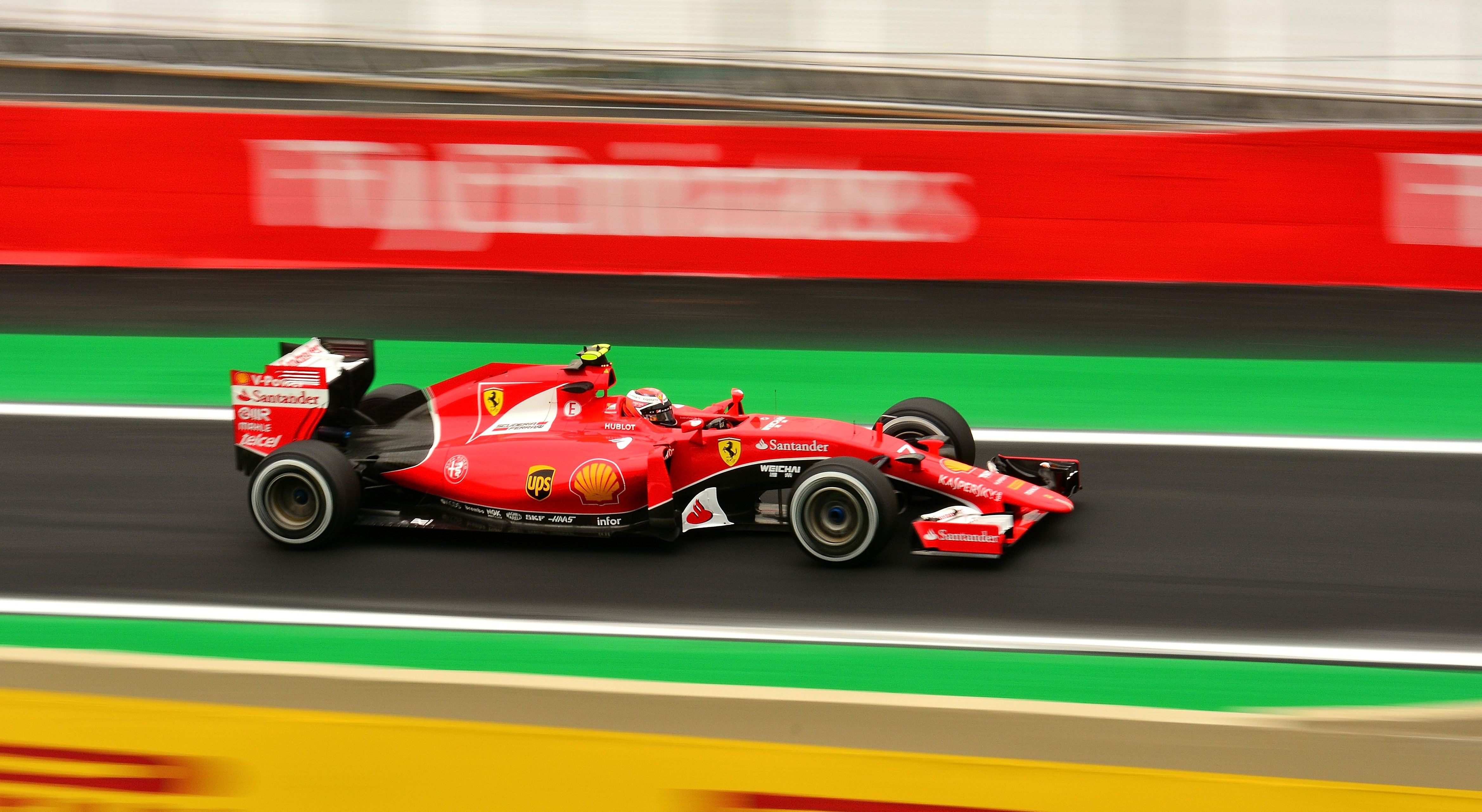
Kimi Räikkönen au Grand Prix du Brésil 2015.

C'est dans une atmosphère très lourde et sous le choc des attentats du 13 novembre 2015 en France, la nuit précédente, que débute la dernière séance d'essais libres. Les pilotes et membres d'écuries rendent tous individuellement hommage aux nombreuses victimes sur le circuit d'Interlagos. Bernie Ecclestone et Jean Todt planifient un hommage officiel aux victimes avant la course du lendemain. Alors que le soleil est revenu, tous les pilotes hormis ceux des écuries de pointe effectuent leur tour d'installation, en pneus durs. Après un quart d'heure, Kimi Räikkönen prend la piste et fixe le temps de référence en 1 min 14 s 373 puis améliore sur sa lancée en 1 min 14 s 098,,.
Sebastian Vettel devance ensuite son coéquipier en tournant en 1 min 14 s 062 lorsque, à quarante minutes du drapeau à damier, Lewis Hamilton s'arrête en piste, à cause d'un problème de boîte de vitesses ; il repart et rentre au stand au ralenti. Peu après, Nico Rosberg tourne en 1 min 13 s 324 tandis qu'Hamilton, débarrassé de son souci technique, évolue en 1 min 13 s 647. Max Verstappen, cinquième, est déjà repoussé à une seconde à peine de Rosberg. Hamilton part en tête-à-queue dans l'avant-dernier virage, sans dommage,,.
Dans le dernier quart d'heure, les pilotes passent les pneus tendres mais, malgré ce, Daniil Kvyat ne parvient pas à devancer les Mercedes ; son coéquipier Daniel Ricciardo fait mieux mais échoue toutefois à deux dixièmes de seconde de Rosberg. Hamilton améliore ensuite largement son meilleur temps, en 1 min 12 s 070, devant Rosberg (1 min 12 s 193) et Sebastian Vettel, le seul pilote à rester dans la même seconde que les Flèches d'Argent. Räikkönen termine quatrième à plus de trois dixièmes de son coéquipier. Son compatriote Valtteri Bottas est cinquième devant les Force India VJM08B de Nico Hülkenberg et Sergio Pérez qui encadrent Romain Grosjean,,.

## Séance de qualifications

### Résultats des qualifications

#### Session Q1

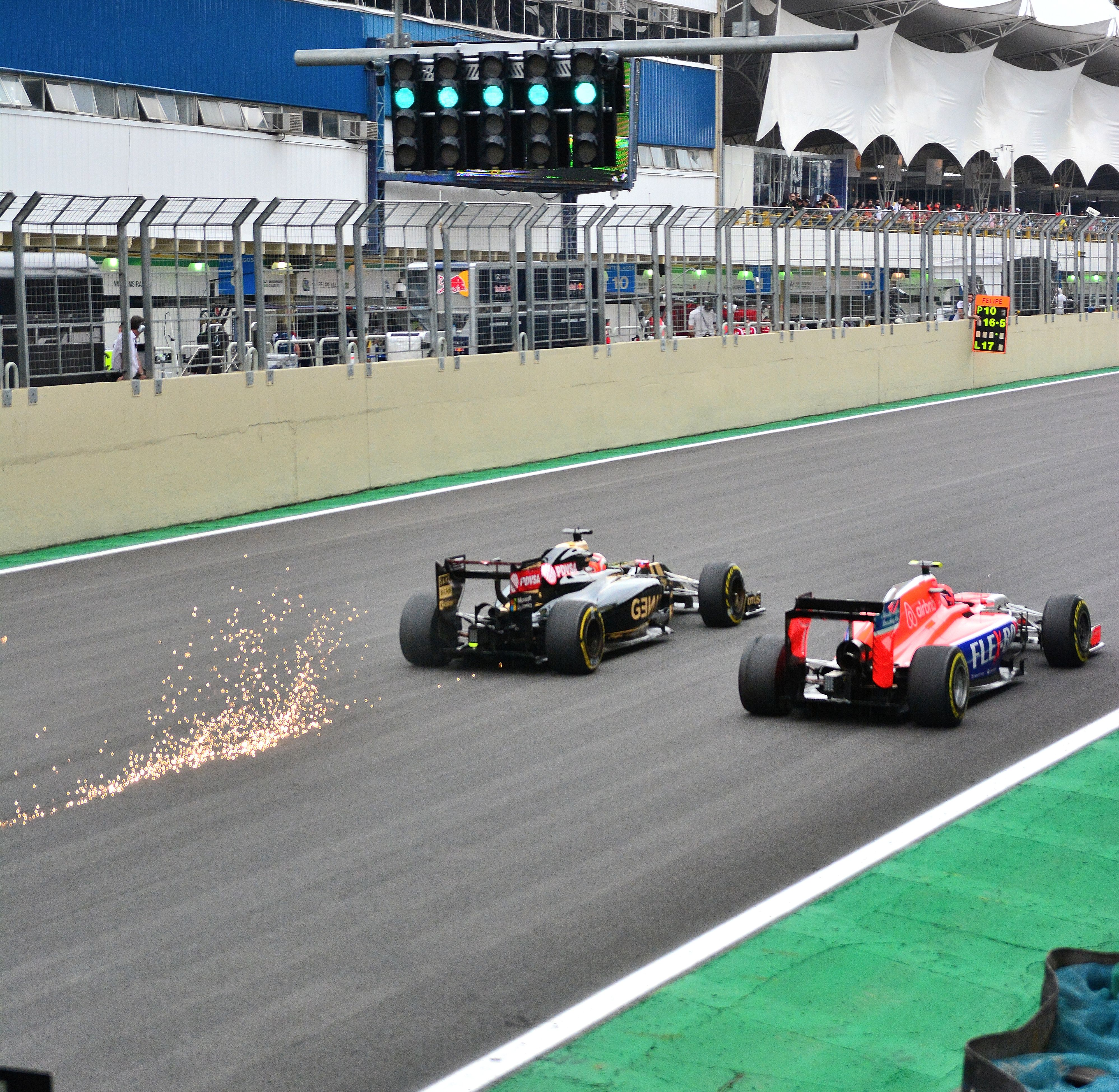
Lotus et Manor au Grand Prix du Brésil 2015.

Il fait 29 °C dans l'air et 46 °C sur la piste lors de son ouverture. Malgré un asphalte totalement sec, les pilotes, après avoir effectué un premier tour d'installation, rentrent dans leurs stands et il faut attendre douze minutes pour que Nico Hülkenberg fixe le temps de référence en 1 min 13 s 824,,. 
Felipe Massa prend ensuite la tête en 1 min 13 s 369 puis est relayé successivement par Max Verstappen (1 min 13 s 107), Kimi Räikkönen (1 min 13 s 103) et Valtteri Bottas (1 min 12 s 934). Sur un circuit où les écarts sont très serrés en raison de son faible développement, les deux pilotes Mercedes ne prennent aucun risque en s'élançant chaussés des pneumatiques les plus tendres proposés par Pirelli. Lewis Hamilton s'empare immédiatement du commandement, en 1 min 11 s 682, et devance de 64 millièmes de seconde son coéquipier Nico Rosberg. Bottas, en pneus durs, est repoussé à plus d'une seconde. À l'issue de cette unique tentative, les deux pilotes Mercedes regagnent définitivement leur garage pour cette session,,.
Les pilotes de la Scuderia Ferrari, après leur première tentative en pneus durs, passent les gommes tendres en fin de séance et placent leurs Ferrari SF15-T dans le quatuor de tête. Massa, gêné par son compatriote Felipe Nasr dans son dernier tour lancé, évite de justesse une élimination précoce. Fernando Alonso s'arrête dès son premier tour, après quelques centaines de mètres seulement, à cause d'un nouvel ennui de moteur ; il choisit de passer le restant de la session assis sur la chaise d'un commissaire de piste en s'octroyant un bain de soleil. Pour la huitième fois cette saison, aucune McLaren MP4-30 n'accède à la Q2, Jenson Button n'obtenant que le dix-septième temps,,.
Les cinq pilotes éliminés sont Will Stevens et son coéquipier Alexander Rossi, Alonso, Button et Pastor Maldonado,,.

#### Session Q2
Les pilotes, tous chaussés des pneus les plus tendres proposés, s'élancent dès l'ouverture de la piste et Lewis Hamilton, premier en piste, prend la tête du classement, en 1 min 11 s 665, à l'issue de sa première tentative ; son coéquipier Nico Rosberg, deuxième en 1 min 12 s 213, indique à son stand qu'il en rester là, son temps lui semblant suffisant pour passer en Q3. Pendant ce temps, Fernando Alonso et son équipier Jenson Button s'amusent à monter sur le podium pour saluer leurs fans,,.
En piste, l'activité reste modérée jusqu'aux ultimes instants. Romain Grosjean ruine ses espoirs d'accéder à la Q3 en partant en tête-à-queue dans son avant-dernier tour tandis qu'une nouvelle fois, Felipe Massa passe à deux doigts de l'élimination en ne réalisant que le dernier temps qualificatif. La Scuderia Ferrari attend les derniers instants pour lancer son duo en piste ; Sebastian Vettel, en 1 min 11 s 928, ravit la deuxième place à Rosberg et Kimi Räikkönen se classe quatrième, en 1 min 12 s 243,,.
Les cinq pilotes éliminés sont Marcus Ericsson et son coéquipier Felipe Nasr, Grosjean, Sergio Pérez et Carlos Sainz Jr.,,.

#### Session Q3
À l'issue de sa première tentative, Nico Rosberg, en 1 min 11 s 461, prend la tête avec 88 millièmes de seconde d'avance sur son coéquipier Lewis Hamilton ; Sebastian Vettel est troisième à 6 dixièmes de seconde, talonné par Valtteri Bottas ; suivent Kimi Räikkönen, Daniel Ricciardo, Felipe Massa, Nico Hülkenberg et Daniil Kvyat. Max Verstappen est resté dans son stand,,.
Il ne reste que quatre minutes avant le terme de la séance lorsque les pilotes se relancent pour une nouvelle tentative. Rosberg, en 1 min 11 s 282, améliore son meilleur temps et obtient sa cinquième pole position consécutive, sa sixième de la saison. Hamilton, le plus rapide dans le troisième secteur du circuit, obtient le second temps. Vettel termine troisième devant Bottas qui, à cause de sa pénalité d'un recul de trois places, est remplacé par Räikkönen sur la deuxième ligne. Hülkenberg et Kvyat s'élanceront de la troisième ligne, devant les Williams de Massa et Bottas,,.

### Grille de départ
| Pos.                                                                                      | Pilote           | Écurie                 | Qualifications 1 | Qualifications 2 | Qualifications 3 |
| ----------------------------------------------------------------------------------------- | ---------------- | ---------------------- | ---------------- | ---------------- | ---------------- |
| 1                                                                                         | Nico Rosberg     | Mercedes               | 1 min 11 s 746   | 1 min 12 s 213   | 1 min 11 s 282   |
| 2                                                                                         | Lewis Hamilton   | Mercedes               | 1 min 11 s 682   | 1 min 11 s 665   | 1 min 11 s 360   |
| 3                                                                                         | Sebastian Vettel | Ferrari                | 1 min 12 s 240   | 1 min 11 s 928   | 1 min 11 s 804   |
| 4                                                                                         | Valtteri Bottas  | Williams-Mercedes      | 1 min 12 s 934   | 1 min 12 s 374   | 1 min 12 s 085   |
| 5                                                                                         | Kimi Räikkönen   | Ferrari                | 1 min 12 s 185   | 1 min 12 s 243   | 1 min 12 s 144   |
| 6                                                                                         | Nico Hülkenberg  | Force India-Mercedes   | 1 min 12 s 595   | 1 min 12 s 485   | 1 min 12 s 265   |
| 7                                                                                         | Daniil Kvyat     | Red Bull-Renault       | 1 min 12 s 730   | 1 min 12 s 527   | 1 min 12 s 322   |
| 8                                                                                         | Felipe Massa     | Williams-Mercedes      | 1 min 12 s 980   | 1 min 12 s 858   | 1 min 12 s 415   |
| 9                                                                                         | Daniel Ricciardo | Red Bull-Renault       | 1 min 12 s 639   | 1 min 12 s 825   | 1 min 12 s 417   |
| 10                                                                                        | Max Verstappen   | Toro Rosso-Renault     | 1 min 12 s 824   | 1 min 12 s 712   | 1 min 12 s 739   |
| 11                                                                                        | Felipe Nasr      | Sauber-Ferrari         | 1 min 13 s 111   | 1 min 12 s 989   |                  |
| 12                                                                                        | Carlos Sainz Jr. | Toro Rosso-Renault     | 1 min 13 s 267   | 1 min 13 s 045   |                  |
| 13                                                                                        | Sergio Pérez     | Force India-Mercedes   | 1 min 13 s 140   | 1 min 13 s 147   |                  |
| 14                                                                                        | Marcus Ericsson  | Sauber-Ferrari         | 1 min 13 s 346   | 1 min 13 s 233   |                  |
| 15                                                                                        | Romain Grosjean  | Lotus-Mercedes         | 1 min 13 s 056   | 1 min 13 s 913   |                  |
| 16                                                                                        | Pastor Maldonado | Lotus-Mercedes         | 1 min 13 s 385   |                  |                  |
| 17                                                                                        | Jenson Button    | McLaren-Honda          | 1 min 13 s 425   |                  |                  |
| 18                                                                                        | Alexander Rossi  | Manor Marussia-Ferrari | 1 min 16 s 151   |                  |                  |
| 19                                                                                        | Will Stevens     | Manor Marussia-Ferrari | 1 min 16 s 283   |                  |                  |
| Temps minimal à réaliser pour la qualification : 1 min 16 s 700 (107 % de 1 min 11 s 682) |                  |                        |                  |                  |                  |
| Nq.                                                                                       | Fernando Alonso  | McLaren-Honda          | Pas de temps     |                  |                  |

- Fernando Alonso, initialement non qualifié, est autorisé par les commissaires à prendre le départ. Sa pénalité de 25 places ne change rien à sa position sur la grille de départ[17] ;
- Daniel Ricciardo, auteur du neuvième temps des qualifications, est pénalisé d'un recul de 20 places sur la grille après le changement d'éléments de son groupe propulseur. Il s'élance de la dix-neuvième place[17] ;
- Valtteri Bottas, auteur du quatrième temps des qualifications, est pénalisé d'un recul de 3 places pour avoir effectué un dépassement sous drapeau rouge lors de la deuxième séance d'essais libres ; il s'élance de la septième place[17] ;
- Felipe Nasr, auteur du onzième temps des qualifications, est pénalisé d'un recul de 3 places pour avoir gêné Felipe Massa lors des qualifications ; il s'élance de la treizième place[17].

## Course

### Déroulement de l'épreuve
Après une minute de silence dédiée aux victimes des accidents de la route, à laquelle est associée une mention aux victimes des attentats de Paris, les pilotes prennent place sur la grille de départ, sur une piste sèche, sans Carlos Sainz Jr. car l'Espagnol, auteur du dixième temps des qualifications, s'élance de la voie des stands après avoir été victime d'une avarie lors de son tour de mise en grille. À l'extinction des feux, Nico Rosberg conserve l'avantage procuré par sa pole position et prend le premier virage devant son coéquipier Lewis Hamilton tandis que Valtteri Bottas s'empare de la cinquième position en dépassant Nico Hülkenberg. Le pilote de la Force India VJM08B, sous la menace directe désormais de Daniil Kvyat, perd une autre place au bout de la ligne droite du premier secteur. Sainz, dont la Toro Rosso STR10 se retrouve dépourvue de puissance, l'abandonne en bord de piste. Au premier passage sur la ligne de chronométrage, Rosberg précède Hamilton, Sebastian Vettel, Kimi Räikkönen, Bottas, Kvyat, Hülkenberg, Felipe Massa, Sergio Pérez et Max Verstappen,,.
Daniel Ricciardo passe les pneus durs dès le quatrième tour tandis que Nico Rosberg gagne une seconde sur son coéquipier. Après dix tours, Vettel est déjà repoussé à 4 secondes et Räikkönen à 7 secondes. Kvyat, Hülkenberg, Massa, Pérez et Romain Grosjean changent leurs pneus au onzième tour, imités peu après par Bottas, Verstappen, Räikkönen, Jenson Button et Marcus Ericsson. Rosberg, victime d'un arrêt un peu lent au treizième tour, reprend la tête après l'arrêt d'Hamilton, un tour plus tard. Au vingt-deuxième tour, alors que tous ont effectué leur changement de pneumatiques, Rosberg possède moins d'une seconde d'avance sur Hamilton et près de sept secondes sur Vettel ; suivent Räikkönen, Bottas, Hülkenberg, Pastor Maldonado, Kvyat, Massa, Pérez, Verstappen et Grosjean,,.
Hamilton, en modifiant sa cartographie moteur, tente de rester dans la même seconde que Rosberg afin d'activer son aileron arrière mobile et envisager de le dépasser. Si Rosberg est, à plusieurs reprises, en délicatesse dans le premier freinage, il reprend l'avantage dans la ligne droite suivante. Hamilton, qui ne trouve pas l'ouverture, demande à son équipe de revoir la stratégie des arrêts en course pour le dépasser via les stands mais se voit rappeler la règle interne établissant que le pilote de tête a la primeur du choix et que son équipier doit se caler dessus pour assurer l'équité. Hamilton, qui craint que ses pneumatiques se dégradent trop vite, décide dès lors de baisser son rythme ; l'écart passe à trois secondes en quelques boucles,,.
Max Verstappen se porte à l'extérieur de la Force India de Sergio Pérez à l'abord des esses de Senna et garde sa position à l'intérieur de l'enchaînement au prix d'un passage appuyé sur les vibreurs. Pérez, visiblement surpris par cette manœuvre perd sa neuvième position, puis la dixième, Grosjean se faufilant dans la foulée. Rosberg observe son second arrêt au trente-troisième tour ;  Hamilton qui s'arrête un tour plus tard, se retrouve bloqué par Räikkönen aux prises avec Fernando Alonso qui évolue à un tour des hommes de tête. Trois tours plus tard, Maldonado est sanctionné pour avoir heurté Ericsson dans le premier freinage. Felipe Massa est également sous le coup d'une sanction, les commissaires de course évoquant une irrégularité des températures et pressions de pneumatiques de la Williams FW37,,.
Räikkönen économise ses pneumatiques dans le but de changer de stratégie en n'effectuant que deux arrêts au lieu des trois initialement prévus. Hamilton prend soin de rester à trois secondes de Rosberg pendant plusieurs tours puis hausse son rythme juste avant l'ultime arrêt de son rival dans l'espoir de le passer ; Vettel, troisième, évolue toujours à plus de dix secondes des pilotes Mercedes. Après son arrêt, dans le cinquantième tour, une boucle après Rosberg, Hamilton doit combler un écart de 2 secondes. Il profite du trafic dense dont doit se défaire Rosberg pour lui reprendre une seconde mais ne peut pas revenir suffisamment pour activer son aileron arrière mobile et envisager un dépassement. Rosberg remporte sa cinquième victoire de la saison et s'assure ainsi d'un titre honorifique de vice-champion du monde. Hamilton termine second devant Vettel ; suivent Räikkönen, Bottas, Hülkenberg, Kvyat, Massa, Grosjean et Verstappen. Massa, sous enquête des commissaires, est finalement exclu, ce qui permet à Pastor Maldonado de rentrer dans les points,,.

### Classement de la course
| Pos. | no | Pilote           | Écurie                 | Tours | Temps/Abandon                      | Grille  | Points |
| ---- | -- | ---------------- | ---------------------- | ----- | ---------------------------------- | ------- | ------ |
| 1    | 6  | Nico Rosberg     | Mercedes               | 71    | 1 h 31 min 09 s 090 (178,597 km/h) | 1       | 25     |
| 2    | 44 | Lewis Hamilton   | Mercedes               | 71    | + 7 s 756                          | 2       | 18     |
| 3    | 5  | Sebastian Vettel | Ferrari                | 71    | + 14 s 244                         | 3       | 15     |
| 4    | 7  | Kimi Räikkönen   | Ferrari                | 71    | + 47 s 543                         | 4       | 12     |
| 5    | 77 | Valtteri Bottas  | Williams-Mercedes      | 70    | + 1 tour                           | 7       | 10     |
| 6    | 27 | Nico Hülkenberg  | Force India-Mercedes   | 70    | + 1 tour                           | 5       | 8      |
| 7    | 26 | Daniil Kvyat     | Red Bull-Renault       | 70    | + 1 tour                           | 6       | 6      |
| 8    | 8  | Romain Grosjean  | Lotus-Mercedes         | 70    | + 1 tour                           | 14      | 4      |
| 9    | 33 | Max Verstappen   | Toro Rosso-Renault     | 70    | + 1 tour                           | 9       | 2      |
| 10   | 13 | Pastor Maldonado | Lotus-Mercedes         | 70    | + 1 tour                           | 15      | 1      |
| 11   | 3  | Daniel Ricciardo | Red Bull-Renault       | 70    | + 1 tour                           | 19      |        |
| 12   | 11 | Sergio Pérez     | Force India-Mercedes   | 70    | + 1 tour                           | 11      |        |
| 13   | 12 | Felipe Nasr      | Sauber-Ferrari         | 70    | + 1 tour                           | 13      |        |
| 14   | 22 | Jenson Button    | McLaren-Honda          | 70    | + 1 tour                           | 16      |        |
| 15   | 14 | Fernando Alonso  | McLaren-Honda          | 70    | + 1 tour                           | 20      |        |
| 16   | 9  | Marcus Ericsson  | Sauber-Ferrari         | 69    | + 2 tours                          | 12      |        |
| 17   | 28 | Will Stevens     | Manor Marussia-Ferrari | 67    | + 4 tours                          | 18      |        |
| 18   | 53 | Alexander Rossi  | Manor Marussia-Ferrari | 67    | + 4 tours                          | 17      |        |
| Abd. | 55 | Carlos Sainz Jr. | Toro Rosso-Renault     | 0     | Perte de puissance                 | pitlane |        |
| Dsq. | 19 | Felipe Massa     | Williams-Mercedes      | 70    | Température pneu arrière droit     | 8       |        |

### Pole position et record du tour
- Pole position :  Nico Rosberg (Mercedes) en 1 min 11 s 282 (217,620 km/h)[22].
- Meilleur tour en course :  Lewis Hamilton (Mercedes) en 1 min 14 s 832 (207,296 km/h) au cinquante-et-unième tour[23].

### Tours en tête
- Nico Rosberg : 65 tours (1-12 / 15-32 / 35-47 / 50-71)[24]
- Lewis Hamilton : 6 tours (13-14 / 33-34 / 48-49)

## Classements généraux à l'issue de la course
| Pos.     | Pilote           | Écurie               | Points |
| -------- | ---------------- | -------------------- | ------ |
| Champion | Lewis Hamilton   | Mercedes             | 363    |
| 2        | Nico Rosberg     | Mercedes             | 297    |
| 3        | Sebastian Vettel | Ferrari              | 266    |
| 4        | Valtteri Bottas  | Williams-Mercedes    | 136    |
| 5        | Kimi Räikkönen   | Ferrari              | 135    |
| 6        | Felipe Massa     | Williams-Mercedes    | 117    |
| 7        | Daniil Kvyat     | Red Bull-Renault     | 94     |
| 8        | Daniel Ricciardo | Red Bull-Renault     | 84     |
| 9        | Sergio Pérez     | Force India-Mercedes | 68     |
| 10       | Nico Hülkenberg  | Force India-Mercedes | 52     |
| 11       | Romain Grosjean  | Lotus-Mercedes       | 49     |
| 12       | Max Verstappen   | Toro Rosso-Renault   | 49     |
| 13       | Felipe Nasr      | Sauber-Ferrari       | 27     |
| 14       | Pastor Maldonado | Lotus-Mercedes       | 27     |
| 15       | Carlos Sainz Jr. | Toro Rosso-Renault   | 18     |
| 16       | Jenson Button    | McLaren-Honda        | 16     |
| 17       | Fernando Alonso  | McLaren-Honda        | 11     |
| 18       | Marcus Ericsson  | Sauber-Ferrari       | 9      |

| Pos.     | Écurie               | Points |
| -------- | -------------------- | ------ |
| Champion | Mercedes             | 660    |
| 2        | Ferrari              | 401    |
| 3        | Williams-Mercedes    | 253    |
| 4        | Red Bull-Renault     | 178    |
| 5        | Force India-Mercedes | 120    |
| 6        | Lotus-Mercedes       | 76     |
| 7        | Toro Rosso-Renault   | 67     |
| 8        | Sauber-Ferrari       | 36     |
| 9        | McLaren-Honda        | 27     |

## Statistiques
Le Grand Prix du Brésil 2015 représente :
- la 21e pole position de sa carrière pour Nico Rosberg, sa sixième cette saison[27] ;
- la 13e victoire de sa carrière en Formule 1 pour Nico Rosberg, sa cinquième cette saison[28] ;
- la 44e victoire pour Mercedes en tant que constructeur[29] ;
- le 27e doublé pour Mercedes en tant que constructeur[30] ;
- la 130e victoire pour Mercedes en tant que motoriste[31].

Au cours de ce Grand Prix :
- Daniil Kvyat passe la barre des 100 points inscrits en championnat du monde (102 points)[32] ;
- Mercedes égale le record, qu'elle détient déjà depuis 2014, de onze doublés en une saison[33] ;
- Mika Salo (110 Grands Prix de 1994 à 2002, 2 podiums et 33 points inscrits et double vainqueur des 24 Heures du Mans en catégorie GT2) est nommé conseiller des commissaires de course[34].